# (3185) Clintford
(3185) Clintford (1953 VY1) est un astéroïde de la ceinture principale, découvert le 11 novembre 1953 à l'observatoire Goethe Link près de Brooklyn, dans l'Indiana. Il a une magnitude absolue de 14,0.